# Carlos Fuentes

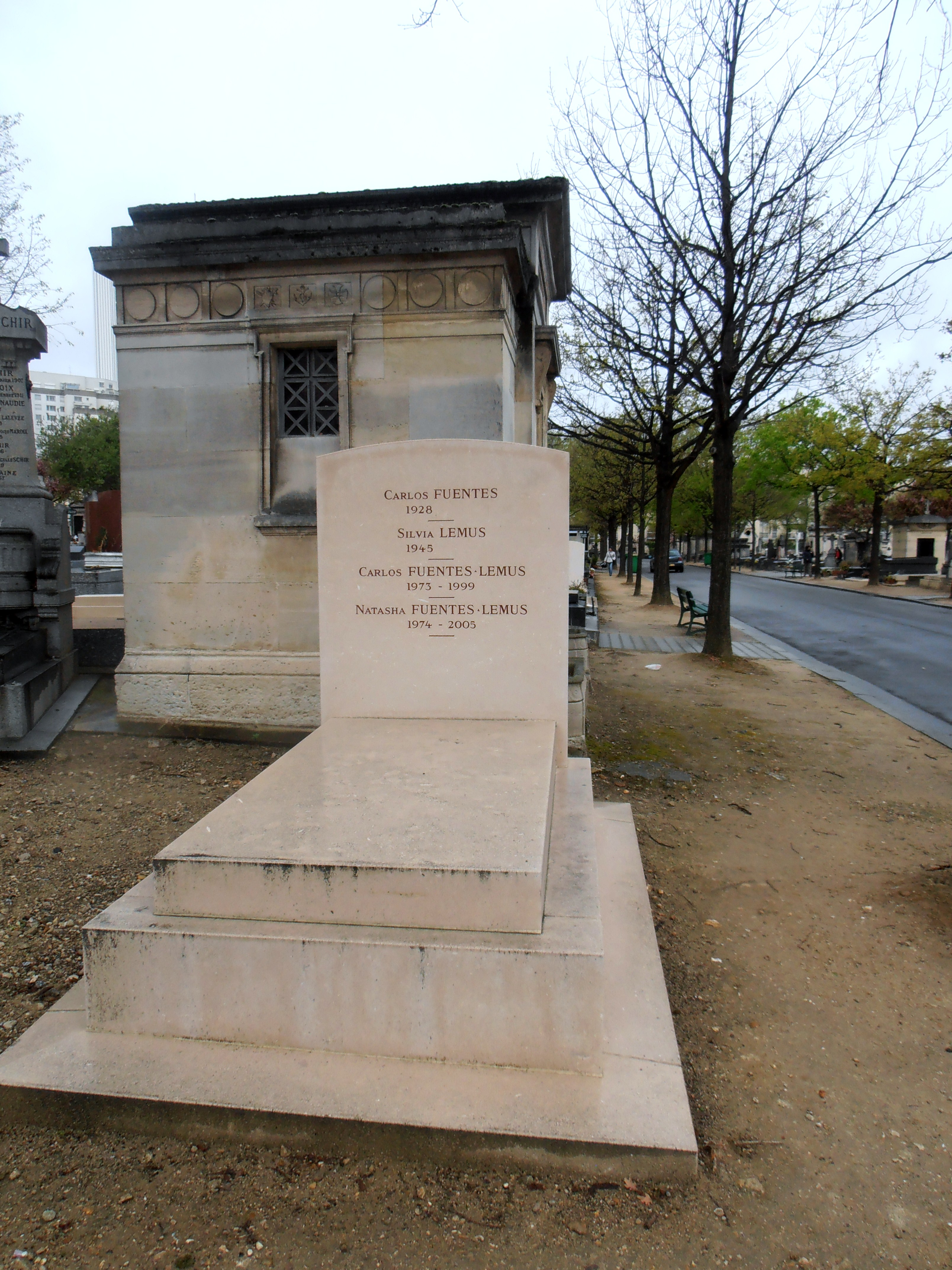
Rodinný hrob Carlose Fuentese v Paříži (Montparnasse)

Carlos Fuentes Macías ( audio) (* 11. listopadu 1928 Panamá – 15. května 2012 Ciudad de México) byl mexický spisovatel a jeden z nejznámějších prozaiků a esejistů ve španělsky mluvících zemích. Značně ovlivnil současnou latinskoamerickou literaturu a jeho díla jsou překládána do češtiny i mnoha dalších jazyků. Okusil i kariéru diplomata, jako jeho otec a procestoval téměř celý svět, navštívil i Prahu. Byl dvakrát ženatý a vychoval tři děti. Dalšími spisovateli jeho generace jsou Elena Poniatowska, José Emilio Pacheco a Carlos Monsiváis.

## Životopis
Fuentes se narodil v Ciudad de Panamá v Panamě mexickým rodičům. Jeho matka se jmenovala Berta Macías Rivas a jeho otec Rafael Fuentes Boettiger. Otec byl diplomat, a tak strávil Carlos svoje dětství v několika hlavních městech Severní i Jižní Ameriky: Montevideu, Rio de Janeiro, Washingtonu, Santiagu, Quitu a Buenos Aires. Díky tomu mluvil již od mala (po pobytu v USA) plynně anglicky i španělsky. Vzdělání měl Fuentes vskutku kvalitní, neboť studoval v soukromých školách a po návratu do Mexika, kde žil až do roku 1965, nastoupil ve věku 16 let na prestižní školu Colegio de México. Roku 1948 vystudoval práva na Právnické fakultě Mexické národní univerzity. Studoval také ekonomii na Institut des Hautes Études Internationales v Ženevě.
Oženil se s mexickou filmovou hvězdou Ritou Macedo, s kterou byl ženatý mezi lety 1959–1973 a měl s ní jednu dceru. Jeho časté zálety však jeho manželku dováděly k zoufalství, a tak jejich vztah skončil rozvodem. Tyto aféry se, podle něho, týkaly hereček jako Jeanne Moreau a Jean Sebergová. Fuentes si následně vzal dnes již známou novinářku Silvii Lemus, jejíž specializací jsou rozhovory s osobnostmi.
Následuje stopy svých rodičů, stal se roku 1965 diplomatem a sloužil v Londýně, Paříži (jako velvyslanec) a dalších hlavních městech. Roku 1978 rezignoval na funkci velvyslance ve Francii na protest dosazení Gustava Diaze Ordaze, bývalého prezidenta Mexika, na místo velvyslance ve Španělsku. Mimo to také přednášel na Harvardově univerzitě a dále na univerzitách v Providence, Princetonu, Filadelfii, New Yorku, Cambridge a na George Mason University. Byl také přítelem amerického sociologa Charlese Wrighta Millse, kterému věnoval knihu La muerte de Artemio Cruz (1962, česky Smrt Artemia Cruze). V předmluvě jej označil za „Pravý hlas Severní Ameriky a velkého přítele pomáhajícího latinskoamerickému lidu“.
Vychoval tři děti. Pouze jedno však ještě žije: Cecilia Fuentes Macedo, narozena 1962, pracující nyní v televizní produkci. Syn Carlos Fuentes Lemus zemřel kvůli komplikacím spojeným s hemofilií v roce 1999 ve věku 25 let. Dcera Natasha Fuentes Lemus (narozena 31. srpna 1974) zemřela na následky předávkování drogami v Mexico City 22. srpna 2005 ve věku 30 let.
V České republice byl naposledy v červnu 2007, kdy na Institutu Cervantes v Praze otevíral novou knihovnu, pojmenovanou po něm. Fotografie z akce jsou dostupné na facebookovém profilu institutu.

## Dílo
Když mu bylo 30 let, publikoval Fuentes svůj první román La región más transparente (1958, česky Nejprůzračnější kraj), který se stal klasikou současné literatury. Byl inovativní nejen svojí prózou, ale také tím, že hlavní roli hraje metropole Mexico City. Poskytuje vhled do mexické kultury, která se skládá ze směsice španělské, domorodé a mestické kultury. Ačkoliv žijí geograficky vedle sebe, jsou velmi odlišné.
Autor sám sebe popisuje jako premoderního spisovatele. Používá totiž pouze propisky, inkoust a papír. Ptá se „Potřebují slova cokoliv jiného?“ Fuentes zmiňuje, že se mu oškliví ti autoři, kteří od začátku tvrdí, že znají recept na úspěch. V proslovu, týkajícím se jeho postupu psaní, uvádí, že začíná otázkou „Pro koho píšu?“
Roku 1959 publikoval Las Buenas Conciencias (česky Čistá svědomí). Je to jeho pravděpodobně nejpřístupnější román, zobrazující privilegovanou střední třídu středně velkého města, nejspíše Guanajuato.

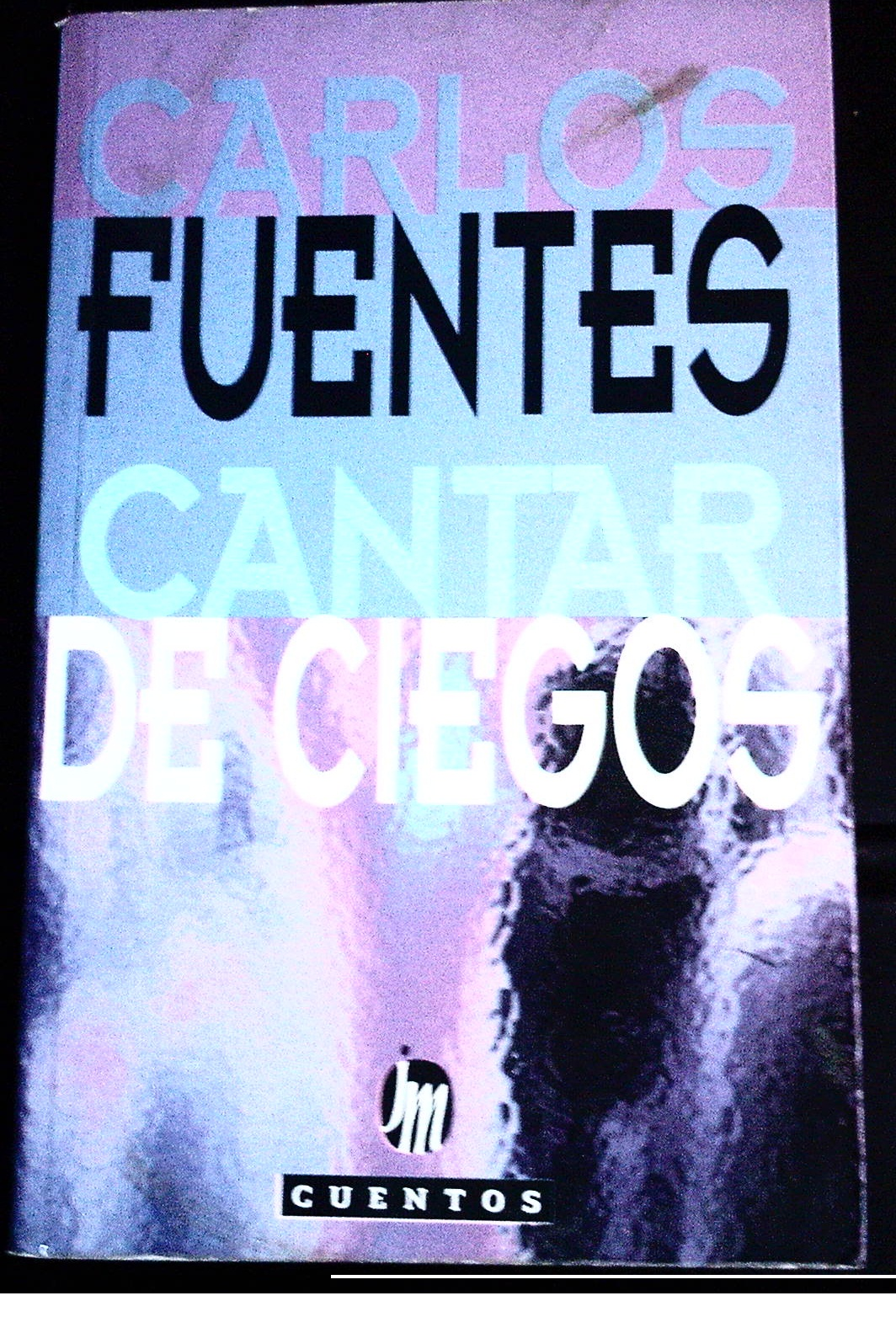
Přebal knihy 'Cantar de ciegos' (1998)

Jeho romány 60. let Aura (1962) a La muerte de Artemio Cruz (1962, česky Smrt Artemia Cruze) jsou známy použitím experimentálních moderních vypravěčských stylů (včetně formy druhé osoby) v diskuzi o historii, společnosti a identitě. Především druhé ze zmíněných děl mu zajistilo mezinárodní publicitu.
Roku 1967, během setkání s Alejem Carpentierem, Juliem Cortázarem a Miguelem Oterou Silvou, Carlos Fuentes započal práci na projektu biografií ztvárňujících životy latinskoamerických caudillos, která měla být později nazvána Los Padres de la Patria. Ačkoliv tento projekt nebyl nikdy dokončen, poskytl základ knize Aleja Carpentiera El recurso del método (1974, česky Náprava dle metody) a několika dalším románům o jihoamerických diktátorech.
Jeho román z roku 1985 Gringo viejo se stal prvním bestsellerem v USA napsaným mexickým autorem. Byl také nafilmován jako Starý gringo (1989) a hrají v něm Gregory Peck a Jane Fondová.
Roku 1994 vydal knihu Diana o la cazadora solitaria (Diana aneb osamělá lovkyně), která popisuje jeho údajné pletky s Jean Sebergovou. Avšak autenticita této nevěry byla několikráte zpochybňována.
Fuentes pravidelně přispíval esejemi na téma politiky a kultury do španělského listu El País a mexické Reforma. Byl tvrdým kritikem Spojených států.

### Romány
- La Región Más Transparente (Nejprůzračnější kraj) (1958) ISBN 978-970-58-0014-6
- Las Buenas Conciencias (1961) ISBN 978-970-710-004-6
- Aura (1961) ISBN 978-968-411-181-3
- La muerte de Artemio Cruz (Smrt Artemia Cruze) (1962) ISBN 978-0-374-52283-4
- Cambio de piel (1967)
- Zona sagrada (1967)
- Cumpleaños (1969)
- Terra Nostra (1975)
- La cabeza de la hidra (1978)
- Agua quemada (1980)
- Una familia lejana (slovensky Vzdialení príbuzní) (1980)
- Orquídeas a la luz de la luna (1982)
- Gringo viejo (Starý gringo) (1985)
- Cristóbal Nonato (1987)
- Ceremonias del alba (1991)
- The Campaign (1992)
- El naranjo (1994)
- Diana o la cazadora solitaria (Diana, aneb, Osamělá lovkyně) (1995)
- La frontera de cristal (1996)
- A New Time for Mexico (1996) ISBN 0-374-22170-7
- Los años con Laura Díaz (1999)
- Instinto de Inez (2001)
- La Silla del Águila (Orlí křeslo) (2003)
- Todas las Familias Felices (2006), ISBN 987-04-0557-6
- La Voluntad y la Fortuna (2008), ISBN 978-970-58-0446-5

### Povídky
- Los días enmascarados (1954)
- Cantar de ciegos (1964)
- Chac Mool y otros cuentos (1973)
- Agua quemada (1983) ISBN 968-16-1577-8
- Dos educaciones. (1991) ISBN 84-397-1728-8
- Los hijos del conquistador (1994)
- Inquieta compañía (2004)
- Las Dos Elenas

### Eseje
- La nueva novela hispanoamericana (1969) ISBN 968-27-0142-2
- El mundo de José Luis Cuevas (1969)
- Casa con dos puertas (1970)
- Tiempo mexicano (1971)
- Miguel de Cervantes o la crítica de la lectura (1976)
- Myself With Others (1988)
- El Espejo Enterrado (Pohřbené zrcadlo) (1992) ISBN 84-306-0265-8
- Geografía de la novela (1993) ISBN 968-16-4044-6
- Tres discursos para dos aldeas ISBN 950-557-195-X
- Nuevo tiempo mexicano (1995) ISBN 968-19-0231-9
- Retratos en el tiempo, s Carlosem Fuentesem Lemusem (2000)
- Los cinco soles de México: memoria de un milenio (2000) ISBN 84-322-1063-3
- En esto creo (2002) ISBN 970-58-0087-1
- Contra Bush (2004) ISBN 968-19-1450-3
- Los 68 (2005) ISBN 0-307-27415-2

### Divadelní
- Todos los gatos son pardos (1970)
- El tuerto es rey (1970).
- Los reinos originarios (1971)
- Orquídeas a la luz de la luna. Comedia mexicana. (1982)
- Ceremonias del alba (1990)

### Scénáře
- ¿No oyes ladrar los perros? (1974)
- Pedro Páramo (1967)
- Los caifanes (1966)
- Un alma pura (1965) (epizoda z Los bienamados)
- Tiempo de morir (1965) (psaný ve spolupráci s Gabriel García Márquez)
- Las dos Elenas (1964)
- El gallo de oro (1964) (psaný ve spolupráci s Gabriel García Márquez a Roberto Gavaldón, z krátkého příběhu Juan Rulfo)

#### Anglicky
- Magic Lens. The Transformation of the Visual Arts in the Narrative World of Carlos Fuentes. Lanin A Gyurko (New Orleans: University Press of the South, 2010).
- The Shattered Screen. Myth and Demythification in the Art of Carlos Fuentes and Billy Wilder. Lanin A Gyurko (New Orleans: University Press of the South, 2009).
- Lifting the obsidian mask : the artistic vision of Carlos Fuentes. Lanin A Gyurko, 2007
- Mexican Writers on Writing. Margaret Sayers Peden (Trinity University Press, 2007).
- Carlos Fuentes' The death of Artemio Cruz (Modern Critical Interpretations). Harold Bloom, 2006
- Fuentes, Terra nostra, and the reconfiguration of Latin American culture. Michael Abeyta, 2006
- Carlos Fuentes's Terra nostra and the Kabbalah: the recreation of the Hispanic world. Sheldon Penn, 2003
- The narrative of Carlos Fuentes : family, text, nation. Steven Boldy, 2002
- Carlos Fuentes, Mexico and modernity. Van Delden, Maarten, 1998
- The postmodern Fuentes. Helmuth, Chalene, 1997
- Specular narratives : critical perspectives on Carlos Fuentes, Juan Goytisolo, Mario Vargas Llosa. Roy Boland, 1997
- The writings of Carlos Fuentes. Williams, Raymond L, 1996
- A Marxist reading of Fuentes, Vargas Llosa, and Puig. Durán, Víctor M, 1994
- Author, text, and reader in the novels of Carlos Fuentes. Ibsen, Kristine, 1993
- Carlos Fuentes : life, work, and criticism. González, Alfonso, 1987
- Carlos Fuentes. Faris, Wendy B, 1983
- Carlos Fuentes, a critical view. Brody, Robert, 1982
- The archetypes of Carlos Fuentes: from witch to androgyne. Durán, Gloria, 1980
- Carlos Fuentes (Twayne World Authors Series). Guzmán, Daniel de, 1972

#### Španělsky
- ORDIZ, Francisco Javier. El mito en la obra narrativa de Carlos Fuentes. [s.l.]: [s.n.], 2005. (španělština)

- CARMEN V VIDAURRE, Arenas. Los signos del laberinto : Terra nostra de Carlos Fuentes. Guadalajara: Universidad de Guadalajara, 2004. (španělština)

- VIDAURRE, Carmen V. Las continuidades ocultas, “Estudio textual y contextual de la obra de Carlos Fuentes”. México: Secretaria de Cultura, Gobierno de Jalisco, 2000. 946 s. ISBN 970-624-257-0. (španělština) Publicado en dos tomos.

- VIDAURRE, Carmen V. Galería de ecos, “Estudios sobre narrativa mexicana”. Guadalajara: Universidad de Guadalajara, 2004. 223 s. ISBN 968-7846-56-9. (španělština)

- PERILLI, Carmen. Países de la memoria y el deseo. [s.l.]: Instituto Interdisciplinario de Estudios Lati, 2004. 120 s. ISBN 978-9505543649. (španělština)

- NEGRÍN, Edith. Carlos Fuentes : perspectivas críticas. Monterrey, Mexico: Siglo Veintiuno Editores, 2002. Dostupné online. ISBN 9682324246. (španělština)

- GARCÍA-GUTIÉRREZ, Georgina. Carlos Fuentes desde la crítica. México: UNAM : Taurus : Altea : Alfaguara : Aguilar, 2001. 331 s. ISBN 9789681908416. (španělština)

- SAINT-ANDRÉ, Estela Marta. El lenguaje que somos : Carlos Fuentes y el pensamiento de lo hispanoamericano. San Juan: Mendoza : Servicio de Publicaciones de la FFHA, Universidad Nacional de San Juan, 2001. ISBN 9789872084912. (španělština)

- WILLIAMS, Raymond L. Los escritos de Carlos Fuentes. [s.l.]: Fondo de Cultura Económica, 2000. 230 s. Dostupné online. ISBN 978-9681655211. (španělština)

- CONDE, José Francisco. Carlos Fuentes : 40 años de escritor. [s.l.]: Universidad Autonoma Metropolitana, Unidad Azcapotzalco, Division de Ciencias Sociales y Humanidades, 1993. 126 s. Dostupné online. ISBN 978-9706204103. (španělština)

- HERNÁNDEZ DE LÓPEZ, Ana Maria. Interpretaciones a La Obra De Garcia Marquez. [s.l.]: ALDEEU, 1986. 225 s. (španělština)

- FERNANDO GARCÍA, Núñez. Fabulación de la fe : Carlos Fuentes. [s.l.]: Universidad Veracruzana, 1989. 127 s. Dostupné online. ISBN 978-9688341742. (španělština)

- HERNÁNDEZ DE LÓPEZ, Ana Maria. La obra de Carlos Fuentes: Una vision multiple. [s.l.]: Pliegos, 1988. 383 s. Dostupné online. ISBN 978-8486214432. (španělština)

- FEIJOO, Gladys. Lo Fantastico En Los Relatos De Carlos Fuentes: Aproximacion Teorica. [s.l.]: Senda Nueva De Ediciones, 1985. 94 s. Dostupné online. ISBN 978-0918454430. (španělština)

- ACKER, Bertie. El cuento mexicano contemporaneo: Rulfo, Arreola y Fuentes : temas y cosmovision. [s.l.]: Playor, 1984. 178 s. ISBN 978-8435903417. (španělština)

- MATTEI, Aida Elsa Ramírez. La narrativa de Carlos Fuentes: Afan por la armonia en la multiplicidad antagonica del mundo. [s.l.]: Editorial de la Universidad de Puerto Rico, 1983. 437 s. Dostupné online. ISBN 978-0847735075. (španělština)

- GARCÍA-GUTIÉRREZ, Georgina. Los Disfraces: La obra mestiza de Carlos Fuentes. [s.l.]: Colegio de Mexico, 2008. 202 s. ISBN 978-9681200787. (španělština)

- BOSCHI, Liliana Befumo. Nostalgia del futuro en la obra de Carlos Fuentes. [s.l.]: Fernando García Cambeiro, 1974. 202 s. (španělština)

- CARRANZA, Luján. Aproximación a la literatura del mexicano Carlos Fuentes. [s.l.]: Librería y Editorial Colmegna, 1974. (španělština)

- MARTÍNEZ, Fidel Ortega. Carlos Fuentes y la realidad de México. [s.l.]: [s.n.], 1969. (španělština)

- FUENTES, Carlos. Constancia y otras novelas para virgenes. [s.l.]: Mondadori, 1989. 361 s. Dostupné online. ISBN 978-8439716068. (španělština)

- ARENAS, Carmen V Vidaurre; FUENTES, Carlos. Implication du mythe et du temp mythique en La región más transparente. Paříž: Ellipses, 1998. ISBN 2-7298-5866-0. S. 89–98 a 287-299. (francouzština-španělština) Paco Ignacio Taibo II.